# 尚德镇
尚德镇，是中华人民共和国甘肃省陇南市文县下辖的一个乡镇级行政单位。

## 行政区划
尚德镇下辖以下地区：
水坝村、尚德村、丰元山村、韩家山村、上坝村、马泉村、尹家坝村、田家坝村、虹桥村、尚沟村、赵家坝村、屈家村、周家坝村、横丹村、任家坝村、元角村、任家山村、李家沟村、金口坝村和大中山村。